# Наиф ел Кади
Наиф Али ел Кади (Хајел, Саудијска Арабија, 3. април 1979) је професионални фудбалер и репрезентативац Саудијске Арабије који наступа у фудбалском клубу Ал Ахли.
Маркос Пакета, селектор репрезентације Саудијске Арабије, уврстио је Најефа ел Кадија у тим за Светско првенство у фудбалу 2006. у Немачкој. Најеф ел Кади игра на позицији одбрамбеног играча.